# Tommy Smith (futebolista neozelandês)
Tommy Smith (Macclesfield, 31 de março de 1990), é um futebolista neozelandês que atua como zagueiro. Atualmente, joga pelo Auckland FC.

## Carreira
Smith fez parte do elenco da Seleção Neozelandesa de Futebol nas Olimpíadas de 2012.

## Títulos
Seleção Neozelandesa
- Copa das Nações da OFC: 2024